# Бильц, Вильгельм
Вильгельм Ойген Бильц (нем. Wilhelm Eugen Biltz; 8 марта 1877, Берлин — 13 ноября 1943, Гейдельберг) — немецкий химик, профессор и директор Института неорганической химии в Техническом университете Ганновера (1921—1943).

## Биография
Вильгельм Ойген Бильц родился в семье литературоведа и театрального критика Карла Фридриха Бильца (1830—1901) и Огюсты Шлобах (1839—1883), дочери члена геодезического совета (Vermessungsrat) Тобиаса Шлобаха (1798—1854). В 1895 году, после окончания королевской гимназии «Wilhelms-Gymnasium» в Берлине, Вильгельм Бильц — под влиянием своего старшего брата Генриха — стал изучать химию. В 1896 году, во время учебы, Вильгельм стал членом братства «Burschenschaft Allemannia Heidelberg». Он проходил курсы в Берлинском университете, в университете Гейдельберга и университете Грайфсвальда; в последнем он, под руководством Фридриха-Вильгельма Семмлера (1860—1931), написал и в 1898 году защитил кандидатскую диссертацию по химии терпенов.
В 1900 году в университете Геттингена Бильц стал помощником лектора, а в 1903 — доцентом при будущем нобелевском лауреате Отто Валлахе. Первоначально Бильц проводил измерения давления пара для определения молекулярной массы в растворах неорганических веществ, а позже — занимался исследованиями в области коллоидной химии. В тот период Бильц получал предложения по работе в области аналитической и неорганической химии от Клеменса Винклера, а затем — и от Густава Таммана. Бильц также занимался термическим анализом неметаллических систем, таких как полисульфиды.
С 15 марта 1905 года, в возрасте 28 лет, Вильгельм Бильц был назначен на пост ординарного профессора в Горную академию в Клаустале, где стал директором химической лаборатории и где преподавал до 1921 года. Первая мировая война, в которой Бильц участвовал от первого до последнего дня, прерывала его исследования в Клаустале. Бильц вернулся с войны в звании лейтенанта и будучи награжденным Железным крестом первого класса. Во время войны он был командиром тяжелого танка A7V «Никсе», с которым 24 апреля 1918 года он принял участие в сражении с британскими танками — одном из первых в истории.
22 марта 1921 года Вильгельм Бильц получил назначение на пост ординарного профессора и директора Института неорганической химии в Техническом университете Ганновера. Среди его учеников были Вильгельм Клемм (1896—1985) и Вернер Фишер (1902—2001).
Бильц состоял членом в Академии наук в Геттингене, а с 1931 года он также является членом Леопольдины. В 1937 году он стал членом-корреспондентом Королевской Прусской Академии наук в Берлине и членом Постоянного комитета Немецкого общества физической химии имени Бунзена. Известность Вильгельму Бильцу принесли и учебники, написанные им совместно со своим братом Генрихом. На протяжении многих лет, до своей преждевременной отставки по состоянию здоровья в 1941 году, он сотрудничал с научным журналом «Zeitschrift für anorganische und allgemeine Chemie».
11 ноября 1933 года Вильгельм Бильц был среди более 900 ученых и преподавателей немецких университетов и вузов, подписавших «Заявление профессоров о поддержке Адольфа Гитлера и национал-социалистического государства».

## Работы
- Zusammen mit Heinrich Biltz: Übungsbeispiele aus der unorganischen Experimentalchemie. 1. Aufl. 1907; 3.und 4. Aufl. 1920, Engelmann, Leipzig 1920
- Ausführung qualitativer Analysen. 4. Aufl., Akademische Verlagsgesellschaft, Leipzig 1930
- Raumchemie der festen Stoffe. L. Voss, Leipzig 1934. Bd. X, 338 S.

## Семья
Вильгельм Бильц не был женат и не имел детей.